# 莱妮·施密特
莱妮·施密特（德語：Leni Schmidt，1906年12月28日—1985年11月11日），德国女子田径运动员，主攻短跑。她曾代表德国参加1928年夏季奥林匹克运动会田径比赛，获得女子4×100米接力铜牌。